# Buenaventura Codina y Augerolas
Buenaventura Codina y Augerolas C.M. (Hostalric, 3 de junho de 1788 – Canárias, 18 de novembro de 1857) foi um prelado espanhol da Igreja Católica que serviu como bispo das Canárias, que abrange as ilhas de Fuerteventura, Gran Canaria e Lanzarote nas Ilhas Canárias.

## Biografia
Nascido em Hostalric em 1788, Codina foi ordenado sacerdote em 1810 e foi nomeado bispo de Canárias em 1847 pelo Papa Pio IX. Ele ocupou este cargo até sua morte em 1857.

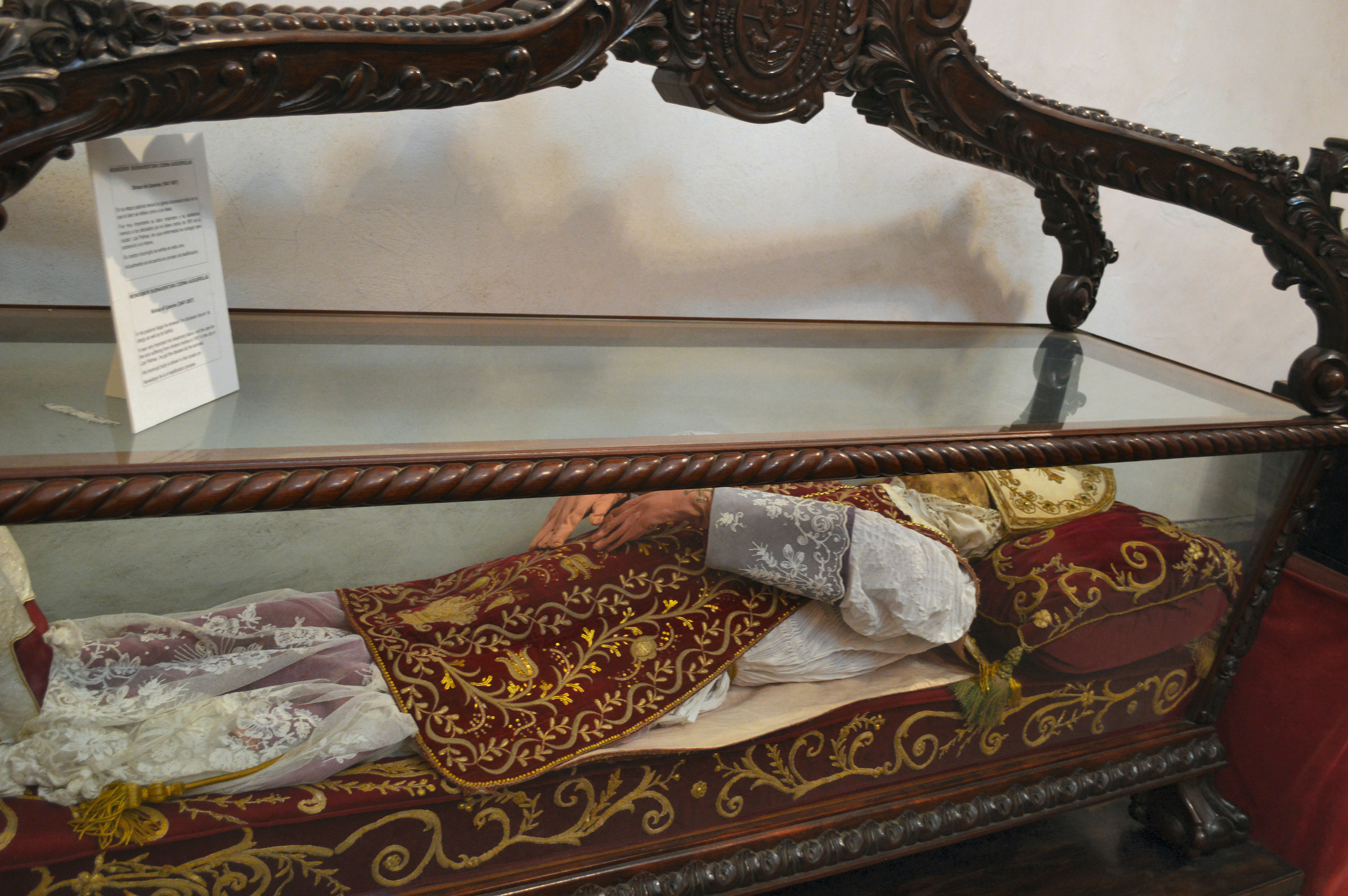
Seu corpo incorrupto, exposto na Catedral de Santa Ana

Em 1978, seu corpo foi exumado da cripta da Catedral de Santa Ana e encontrado incorrupto, encontrando-se atualmente exposto na Capela de Nossa Senhora das Dores. Ele foi declarado servo de Deus e seu processo de beatificação está em andamento.